# Todi
Todi – miejscowość i gmina we Włoszech, w regionie Umbria, w prowincji Perugia.
Todi jest odwiedzane przez turystów. Znajduje się tutaj zachowana średniowieczna starówka z Piazza Del Popolo pośrodku, fragmenty potrójnych murów obronnych z czasów rzymskich, Kościół San Fortunato z XV wieku oraz renesansowy Kościół Santa Maria Della Consolazione wzniesiony w XVI wieku. Wokół miasta na wzgórzach Umbrii znajdują się liczne gospodarstwa agroturystyczne i niewielkie hotele.
Według danych na rok 2004 gminę zamieszkiwały 16 512 osoby, 74 os./km².